# Want Two
Albums de Rufus Wainwright
Want One
(2003) Release The Stars
(2007)
Want Two est le quatrième album du chanteur compositeur Américano-Canadien Rufus Wainwright. L'album est sorti le 16 novembre 2004. Quatre des pistes de l'album sont sorties pendant l'été 2004 sur le single (EP) Waiting for a Want disponible uniquement sur iTunes.
W2 est, selon l'artiste, la version sombre de son album de 2003 Want One, comprenant des morceaux sur "le monde dans lequel nous vivons" (Bio RW Geffen) alors que One se centrait sur le côté plus personnel de sa vie.
Sa mère Kate McGarrigle et sa tante Anna figurent sur le titre Hometown Waltz. Antony (gagnant 2005 du prix Mercury pour son groupe 'Antony and the Johnsons') interprète avec Rufus le duo Old Whore's Diet.
La version initiale de l'album sortie en Grande-Bretagne contient 2 titres bonus enregistrés en live à Montréal : Cœur de Parisienne — Reprise d'Arletty et Quand Vous Mourez de Nos Amours ainsi qu'un DVD Rufus Wainwright - Live At The Fillmore, comprenant le concert entier que Wainwright a donné à San Francisco.
Une autre version CD et DVD sortie en 2005 contient un seul bonus Cœur de Parisienne — Reprise d'Arletty.

## Liste des titres
Toutes les chansons sont écrites et composées par Rufus Wainwright sauf Cœur de parisienne - Reprise d'Arletty (Live).
| 1.    | Agnus dei                                                   | 5:45 |
| 2.    | The one you love                                            | 3:44 |
| 3.    | Peach trees                                                 | 5:59 |
| 4.    | Little sister                                               | 3:22 |
| 5.    | The art teacher                                             | 3:51 |
| 6.    | Hometown waltz                                              | 2:33 |
| 7.    | This love affair                                            | 3:13 |
| 8.    | Gay messiah                                                 | 3:14 |
| 9.    | Memphis skyline                                             | 4:51 |
| 10.   | Waiting for a dream                                         | 4:14 |
| 11.   | Crumb by crumb                                              | 4:13 |
| 12.   | Old whore's diet (Featuring Antony)                         | 9:09 |
| 13.   | Cœur de parisienne - Reprise d'Arletty (Live) (Bonus track) | 2:46 |
| 56:59 |                                                             |      |